# Эксерджян, Дэвид
Дэвид Эксерджян (англ. David Ekserdjian; 28 октября 1955) — выдающийся британский исследователь живописи, один из ведущих искусствоведов мира в области эпохи Возрождения, попечитель культурно-образовательной организации Art UK и Музея Джона Соуна, а также бывший попечитель британских Национальной галереи и Tate. Профессор истории искусства и кино в Лестерском университете и специалист по искусству итальянского Возрождения. Автор различных книг, он также организовал множество выставок, в том числе «Бронзу» (Королевская академия, 2012).
Давид Эксерджян признанный авторитет в области Корреджо и Пармиджанино. Диапазон исследований Эксерджяна впечатляет как с точки зрения хронологии, так и с точки зрения географии. Это плод долгих путешествий, кропотливых исследований, тщательного анализа и размышления. Охватываемый период простирается с начала XIV века примерно до 1600 года и включает расцвет трёх столетий выдающегося религиозного искусства.